# تینموث فیلیپ ملویل
تینموث فیلیپ ملویل (انگلیسی: Teignmouth Philip Melvill; ۱۳ فوریهٔ ۱۸۷۷ – ۱۲ دسامبر ۱۹۵۱) چوگان‌باز اهل بریتانیای کبیر بود.